# Erich Seyfried
Erich Seyfried (* 1940 in Milbertshofen) ist ein ehemaliger bayerischer Volksschauspieler.
Meist spielte er den einfältig-komischen Knecht oder den von seiner herrischen Frau geplagten Ehemann, stellte aber auch andere ernsthaftere Charaktere dar.

## Biografie
Seyfried stand seit seinem 17. Lebensjahr auf den Bühnen verschiedener Theater.
Als Peter Steiner 1983 seinen Theaterstadl gründete, war Erich Seyfried von Anfang an mit dabei. Dort und in der Serie Zum Stanglwirt erlangte er bundesweite Bekanntheit. Von Mitte 1986 bis Anfang 1998 war der Schauspieler in 77 verschiedenen Stücken und 105 ausgestrahlten Theaterstadl-Folgen dabei.
1998 entschlossen sich Rudi Decker, Barbara Kutzer und er (alle drei waren Mitglieder von Peter Steiners Theaterstadl), sich selbstständig zu machen. Sie gründeten das Volkstheater 's bayrische Podium. Während Barbara Kutzer und Rudi Decker die Organisation übernahmen, schrieb Erich Seyfried die Theaterstücke, die aufgeführt wurden.
65-jährig entschied sich Seyfried 2005 schließlich für das Privatleben, so dass er heute nur noch gelegentlich für Gastauftritte zur Verfügung steht. Zuletzt stand er im November und Dezember 2007 gemeinsam mit Winfried Frey beim 100-jährigen Bestehen des Hollenbacher Bauerntheaters auf der Bühne. Das aufgeführte Stück trug den Namen Heiße Steine.
Erich Seyfried ist seit 1962 verheiratet und lebt mit seiner Frau in Neufahrn bei Freising. Sie haben zwei Kinder und drei Enkelkinder. In München betrieben sie über Jahrzehnte Schreibwarengeschäfte.

## Filmografie

### Filme
- 1979: Zwei Däninnen in Lederhosen
- 1999: Der gerade Weg
- 1999: Der Komödienstadel – Der Leberkasbaron

### Serien
- 1986–1998: Peter Steiners Theaterstadl (77 Theaterstücke)
- 1990: Löwengrube (1 Folge)
- 1993–1995: Zum Stanglwirt (36 Folgen)
- 1995, 1997: Forsthaus Falkenau (2 Folgen)
- 1997: Steiners Sketchparade (1 Folge)